# Heinrich Heising
Heinrich Heising (* 25. Januar 1885 in Berlin; † 22. September 1962 in Düsseldorf) war ein deutscher Verwaltungsjurist und Finanzgerichtspräsident.

## Leben
Heinrich Heising studierte Rechtswissenschaft an den Universitäten Lausanne, Kiel, München und Münster. Im Ersten Weltkrieg war er Soldat und wurden mit dem Eisernen Kreuz I. und II. Klasse ausgezeichnet.
1920 trat er in die Reichsfinanzverwaltung ein. Bei dem Landesfinanzamt bzw. Oberfinanzpräsidium Westfalen stieg er zum Leiter der Straf- und Prüfungsabteilung bei der Devisenstelle auf. Diese Tätigkeit trug ihm den Spitznamen Pater Devisius ein. 1941 wurde er zum Leiter der Dienststelle für die Einziehung von Vermögenswerten ernannt, was einen Karrieresprung darstellte. Diese Dienststelle wurde im Zusammenhang mit der Aktion 3 eingerichtet, um das Vermögen deportierter Juden dem nationalsozialistischen Staat zuzuführen. Der konservativ-katholische Beamte hatte dem Zentrum nahegestanden und war kein Mitglied der NSDAP. Dennoch „scheint Heising die Verwaltung und Verwertung jüdischen Eigentums reibungslos durchgeführt zu haben.“ Heising war Mitglied des Nationalsozialistischen Rechtswahrerbundes und der NSV.
1945 wurde er beim Oberfinanzpräsidenten Westfalen mit Aufgaben der Wiedergutmachung betraut, 1947 zum Regierungsdirektor und 1949 zum Präsidenten des Finanzgerichts Düsseldorf ernannt.